# Ames Hydroelectric Generating Plant
Das Wasserkraftwerk Ames (englisch: Ames Hydroelectric Generating Plant) ist ein Wasserkraftwerk bei Ophir im San Miguel County im Bundesstaat Colorado in den Vereinigten Staaten. Es gilt als ältestes kommerziell genutztes Wasserkraftwerk, das Wechselstrom zum Antrieb von Maschinen erzeugte und wird auf der IEEE-Liste der Meilensteine  in der Entwicklung der Elektrotechnik aufgeführt.

## Geschichte
Die Goldgruben in der Gegend von Telluride (Colorado) waren Ende des 19. Jahrhunderts kurz vor dem Aus, weil ein Ende des kostengünstigen Dampfantriebes abzusehen war. Die Wälder in der ganzen Umgebung waren beinahe vollständig abgeholzt und das Holz entweder für den Grubenausbau oder als Brennstoff für die Kessel der Dampfmaschinen verwendet worden. Andere Brennstoffe wie zum Beispiel Kohle konnte schlecht zugeführt werden, weil keine leistungsfähige Eisenbahn in die über 2600 Meter hoch gelegene Gebirgsgegend führte. L. L. Nunn, ein von der Ostküste zugewanderter Unternehmer und Großaktionär der Gold King Mine, suchte nach Auswegen aus der Situation. Auf der Suche nach einem neuen Energieträger kam die Wasserkraft in Frage, allerdings musste die Energie vom geeigneten Standort eines Kraftwerks über eine mehrere Kilometer lange Strecke zur Grube in Telluride übertragen werden. Die damals bekannten Techniken zur Übertragung von Energie über große Distanzen waren die Gleichstrom-Leitung, Seiltransmissionen oder Druckluftleitungen, wie sie beispielsweise in Paris zum Antrieb von Maschinen verwendet wurden. Diese Techniken eigneten sich allesamt nicht für die vorgesehene Anwendung auf Grund der hohen Übertragungsverluste.
Nunn erfuhr von seinem Bruder, der an der Ostküste der Vereinigten Staaten lebte, von der neuen Wechselstromtechnik. Die Gebrüder Nunn fragten darauf George Westinghouse von Westinghouse Electric an, die Technologie und die Ausrüstung für das Kraftwerk zu liefern. Westinghouse willigte ein, weil er eine Chance sah, den Stromkrieg für sich zu entscheiden.
Im Sommer 1890 wurden der Generator für das Kraftwerk und der Motor für die Grube geliefert. Die Anlage konnte Juni 1891 in Betrieb gehen, so dass die von den Gebrüder Nunn unter dem Namen Telluride Power Company gegründete Elektrizitätsgesellschaft das erste Mal ihren Strom an die Gold King Mine verkaufen konnte.
Der Erfolg der Anlage entschied den Stromkrieg für den Wechselstrom und bereitete den Weg zur Ausführung des ersten Großkraftwerkes in Wechselstromtechnik vor: Das bei den Niagarafällen gelegene Edward Dean Adams Power Plant nahm 1895 den Betrieb auf, wobei beim Bau einer der Nunn-Brüder beratend beistand.
Das Kraftwerk wurde bereits 1892 mit weiteren Maschinengruppen ergänzt, so dass auch andere Gruben mit Strom versorgt werden konnten. 1896 wurde die Anlage auf das von Nikola Tesla entwickelte 60-Hz-System umgebaut, 1906 wurde die heutige Maschinengruppe eingebaut. 1911 betrieb die Telluride Power Company bereits acht Kraftwerke und hatte ein Übertragungsnetz von 1000 km Länge. Das Ames Hydroelectric Generating Plant durchlief mehrere Eigentümerwechsel und gehört seit 1999 Xcel Energy.

### Bedeutung in der Geschichte der elektrischen Energieversorgung
Das Kraftwerk Ames ist das älteste Wasserkraftwerk, das Wechselstrom für industrielle Zwecke, das heißt für den Antrieb von Maschinen, erzeugt. Es wies zwar eine Übertragung über eine längere Distanz auf, verwendete aber anfänglich keine Transformatoren, weil die Energie zum Antrieb von Maschinen großer Leistung verwendet wurde.
Bereits fünf Jahre früher wurde in den Vereinigten Staaten das erste Wechselstromnetz mit verschiedenen Spannungsebenen in Betrieb genommen. Es befand sich in dem Ferienort Great Barrington in Massachusetts und ging am 20. März 1886 in Betrieb. Der Generator wurde von einer Dampfmaschine angetrieben.
Das Kraftwerk Thorenberg mit der Betriebsaufnahme im Mai 1886 gilt als weltweit erstes Wasserkraftwerk mit Einspeisung in ein Wechselstrom-Verteilnetz, das zwei verschiedene Spannungsebenen aufwies.

## Technik

### 1891–1905

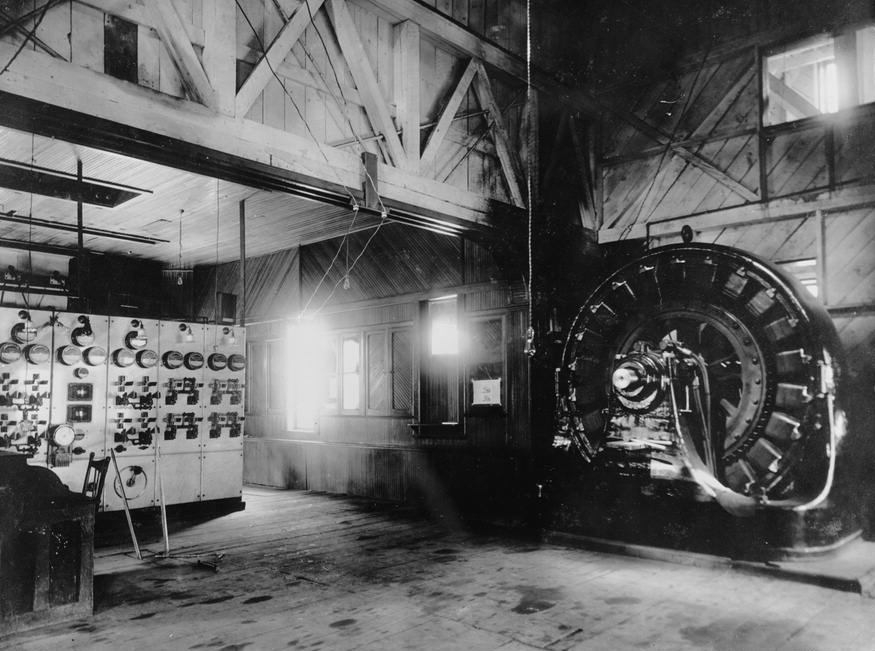
Maschinensaal mit Generator von 1896

Der Maschinensatz von 1891 bestand aus seiner  Peltonturbine mit 1,8 Meter Durchmesser, die über einen Riementrieb mit einem  überkompensierten Doppelschluss-Synchrongenerator (Schenkelpolmaschine) mit einer Leistung von 100 PS verbunden war. Das Wasser wurde aus dem mit einem Damm aus Holz und Steinen aufgestauten Trout Lake entnommen und über einen Holzkanal zu einem Vorratstank geleitet. Von dort gelangte es über eine einzige Druckrohrleitung zum Maschinenhaus, das anfänglich nur ein Holzschopf war. Die Fallhöhe betrug 320 ft (97,5 m).
Der erzeugte Einphasenwechselstrom hatte eine Frequenz von 166 Hz und eine Spannung von 3000 V. Er wurde über eine 4,2 Kilometer lange Freileitung zur Gold King Mine geführt, wo der Strom einen Motor antrieb, der baugleich zum Generator im Kraftwerk war, mit dem Unterschied, dass der Motor eine Nebenschlusswicklung hatte.
Der Synchronmotor konnte nicht selbst anlaufen und musste deshalb von einem kleinen Asynchronmotor angeworfen werden. Dazu waren die beiden Motoren über Riemen mit einer Transmission verbunden, deren Riemenscheiben in der Größe so gewählt waren, dass der Anwurfmotor beim Erreichen seiner Nenndrehzahl den Synchronmotor über dessen Synchrondrehzahl hinaus beschleunigte. Wurde diese stabile Drehzahl erreicht, konnte die Erregung des Synchronmotors eingeschaltet werden, sodass dieser als selbsterregter Generator mitlief. Der Asynchronmotor wurde dann abgeschaltet und die Drehzahl der Maschinengruppe begann zu fallen. In dem Moment, wo Drehzahl und Phasenlage zum Netz des Generators passte, wurde der Synchronmotor an das Netz geschaltet, der Anwurfmotor abgekoppelt und die Last an den Synchronmotor angekoppelt. Einmal ans Netz gekoppelt, verkraftete der Motor ohne Probleme große plötzliche Belastungen. Die Synchronisation mit dem Netz erfolgte von Hand durch Beobachtung eines Synchronoskop.
Die Leitung bestand aus zwei Drähten mit 5,8 mm Durchmesser, die auf hölzernen Telegrafenmasten geführt wurden. Die Kosten für die Drähte beliefen sich lediglich auf 700 $, was nur etwa 1 % der Kosten einer Gleichstromübertragung darstellte. Die Anlage verwendete keine Transformatoren.
Bereits 1892 wurde das Kraftwerk erweitert mit einem 600-PS-Generator, der einen 600-PS-Motor in der Bear Creek Mine in einer Entfernung von 16 km antrieb. Später im Jahr kamen auch noch ein 50-PS- und ein 75-PS-Motor in den Savage-Basin-Minen dazu, die 22,5 km entfernt waren.  Ab 1895 wurde in der ebenfalls 22,5 km entfernten Pandora-Mine ein 100-PS-Motor betrieben.
1896 wurde das Kraftwerk auf das von Nikola Tesla entwickelte Zweiphasenwechselstrom-System mit einer Frequenz von 60 Hz umgestellt.

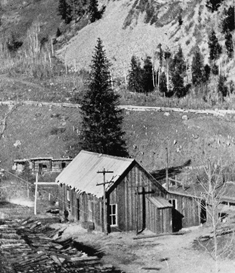
Erstes Maschinenhaus des Kraftwerkes
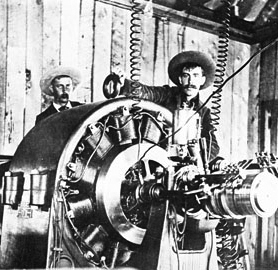
Generator von 1891

### Ab 1905

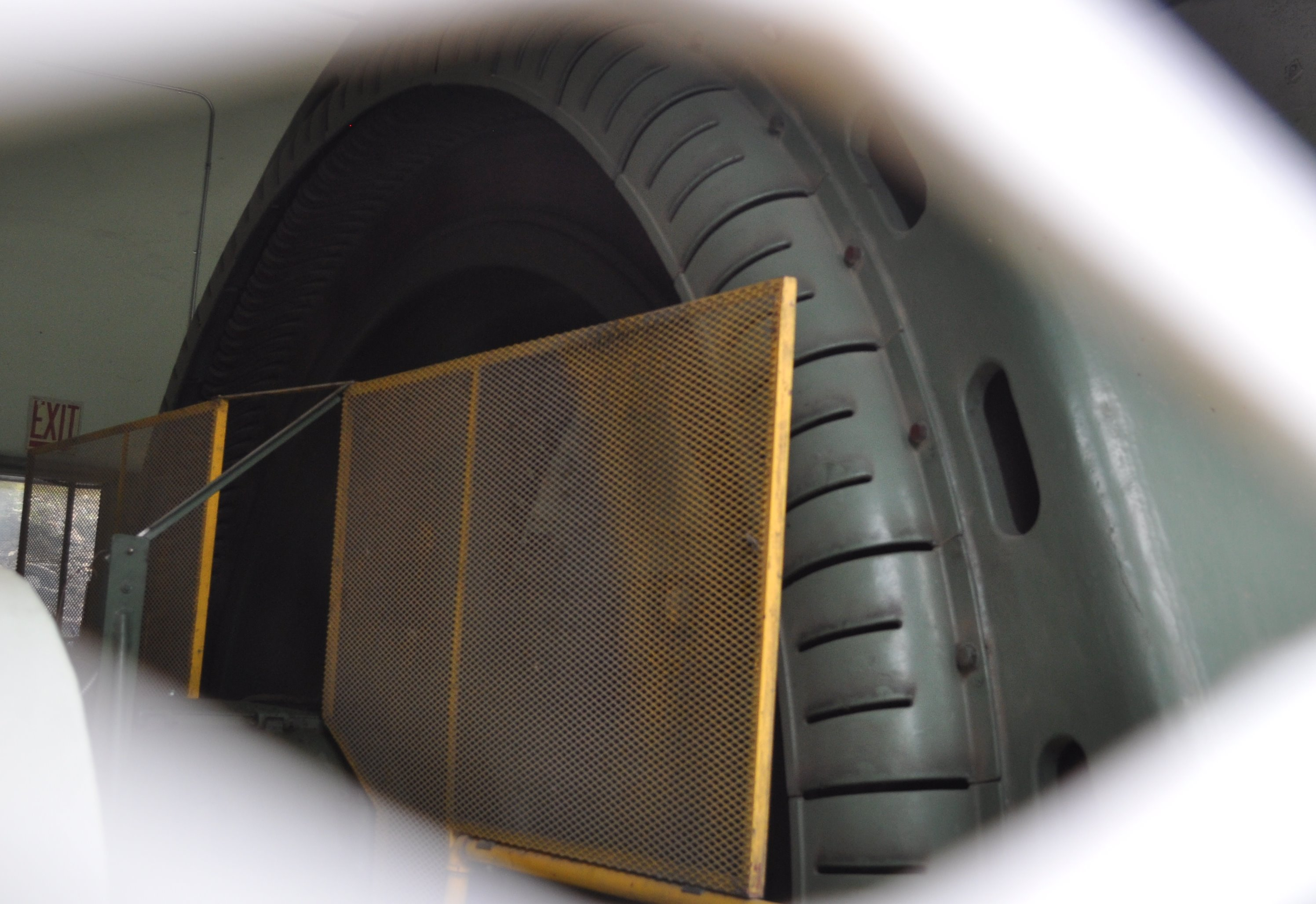
Generator von 1905

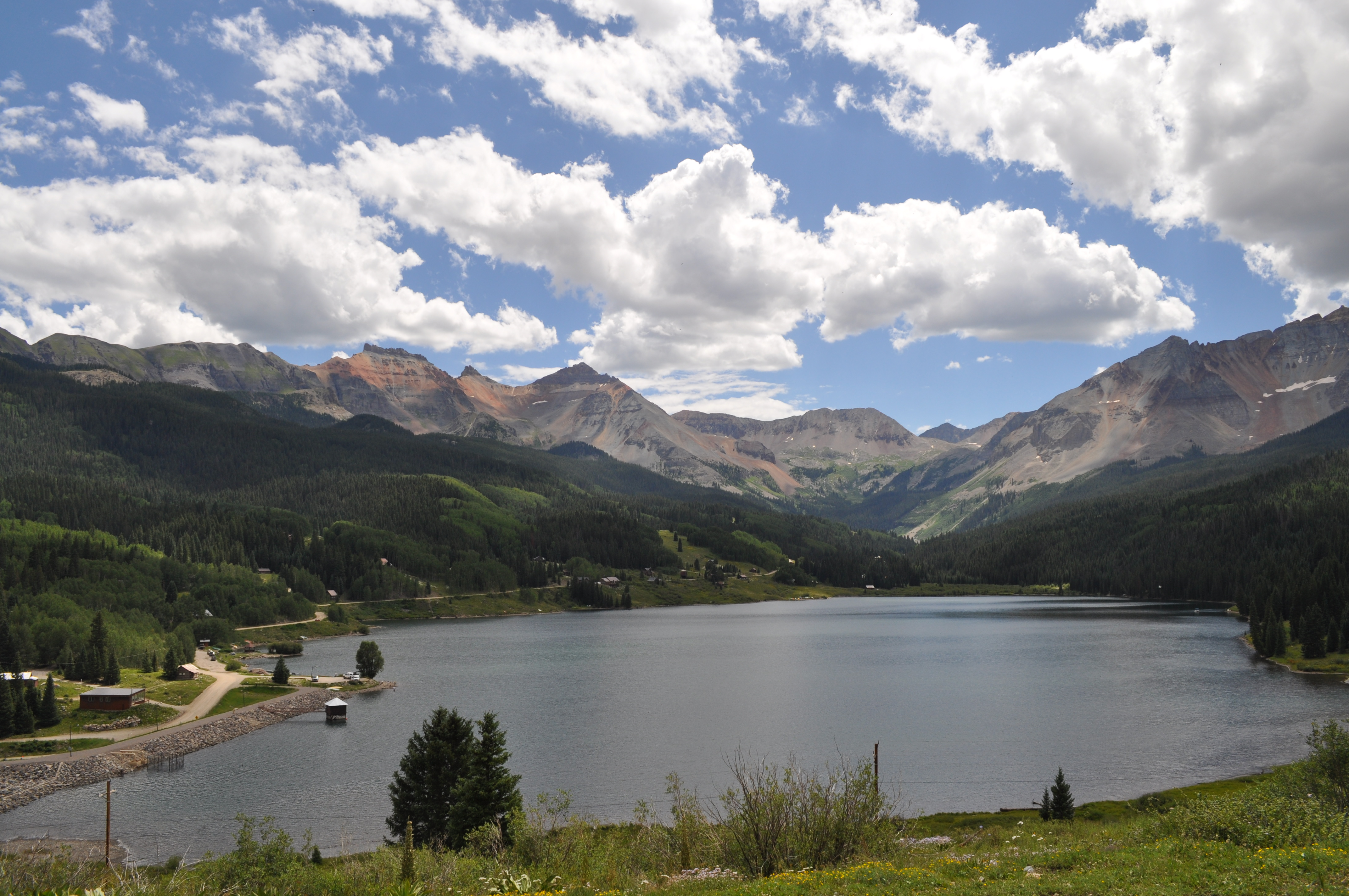
Trout Lake

Im Jahr 1905 wurde das Kraftwerk dem stetig wachsenden Bedarf nach elektrischer Energie angepasst. Es wurde der heutige Maschinensatz eingebaut. Um die Produktion in den Wintermonaten zu erhöhen, wurde oberhalb des Trout Lake ein zusätzlicher Staudamm angelegt und der Lake Hope aufgestaut. Der Stausee hat einen Inhalt von 2,8 Millionen m³ und eine Fläche von 18 Hektar. Sein Wasser wird ab dem Spätherbst über einen unterirdischen Stollen dem Trout Lake zugeführt. Zusätzlich wurde auch die Howard’s Fork mit einem Damm aufgestaut. Das Wasser von dieser Talsperre gelangt über eine eigene Druckleitung zum Maschinenhaus, wo es durch ein eigenes Peltonrad verarbeitet wird, das auf der gleichen Welle sitzt wie die Peltonturbine, die das Wasser vom Trout Lake verarbeitet.
Im Jahr 1909 versagte der Damm des Trout Lakes nach einem Hochwasser, so dass er durch einen Erddamm ersetzt werden musste und dabei auch vergrößert wurde. Der See hat einen Inhalt von 3,9 Millionen m³, wobei nur 3,1 Millionen m³ tatsächlich genutzt werden können. Die Oberfläche beträgt 56 Hektar, das Stauziel liegt auf 2960 Meter über Meer.
In den 1950er Jahren wurde die alte Holzkonstruktion des Überlaufs durch eine Stahlkonstruktion ersetzt.
In den 1980er Jahren wurde das Kraftwerk auf vollständig automatischen Betrieb umgebaut und die Überwachung des Stausees erweitert. 1997 wurde die Spannung der Übertragungsleitung von 69 kV auf 115 kV angehoben.